# Atlas (topologija)
Átlas v topologiji opisuje  mnogoterost. Sestavljen je iz posameznih kart, ki opisujejo posamezna področja mnogoterosti.
Atlas omogoča v topološkem prostoru definicije dodatnih struktur, kot so na primer diferenciabilna ali kompleksna struktura. S tem lahko dobimo tudi diferenciabilne in kompleksne mnogoterosti. 

## Karte
Karta topološkega prostora {\displaystyle M\,} je homeomorfizem {\displaystyle \Phi \,} iz odprte podmnožice {\displaystyle U\,} topološkega prostora {\displaystyle M\,} v odprto podmnožico evklidskega prostora. Običajno se karte zapišejo kot urejen par {\displaystyle (U,\varphi )}.

## Definicija
Atlas za topološki prostor {\displaystyle M\,} je zbirka kart {\displaystyle \{(U_{\alpha },\varphi _{\alpha })\}} nad {\displaystyle M\,}, tako da velja {\displaystyle \bigcup U_{\alpha }=M}. Če vsaka karta obsega n-razsežni evklidski prostor, potem rečemo, da je {\displaystyle M\,} n-razsežna mnogoterost.